# Эгирдир (город)
Эгирдир (тур. Eğirdir), ранее — Эгриди́р, — город и район в провинции Ыспарта (Турция).

## Этимология
Турецкое название Эгридир происходит от прежнего греческого названия Акротири (греч. Ακρωτήρι). Но так как слово Eğridir значит по-турецки «он кривой», в турецком названии переставили буквы (Eğirdir) и получили Эгирдир.

## История
Люди жили в этих местах с древнейших времён. Впоследствии город входил в состав разных государств; в XVI веке он попал в состав Османской империи.

## География
Район расположен между горой Сиври и озером Эгирдир.